# The Gown Shop
The Gown Shop é um curta-metragem de comédia mudo norte-americano, realizado em 1923, com o ator cômico Oliver Hardy.

## Elenco
- Larry Semon - Larry, um vendedor
- Kathleen Myers
- Oliver Hardy - Gerente de loja (como Babe Hardy)
- Fred DeSilva - (como F.F. DeSylva)
- Pete Gordon
- William Hauber
- Frank Hayes
- James Donnelly
- Spencer Bell - Janitor
- Harry DeRoy - Membro da audiência
- Dorothea Wolbert - Membro da audiência
- Otto Lederer - Membro da audiência